# Tolland (Connecticut)
Tolland ist eine Stadt im Tolland County im US-Bundesstaat Connecticut, Vereinigte Staaten und ehemaliger Sitz der County-Verwaltung vor deren Abschaffung 1960. Die geographischen Koordinaten sind: 41,87° Nord, 72,37° West. Das Stadtgebiet hat eine Größe von 104,4 km². 
Das U.S. Census Bureau hat bei der Volkszählung 2020 eine Einwohnerzahl von 14.563 ermittelt.

## Geschichte
Tolland wurde im Mai 1715 geplant und im Mai 1722 von Windsor ausgegliedert und als 49. Stadt in Connecticut gegründet. Sie Stadt wurde nach dem gleichnamigen Ort im Somerset in England benannt.

## Verkehr
Tolland liegt direkt an der Interstate 84 30 km östlich von Hartford.

## Sehenswürdigkeiten
Tolland Green Historic District und Cady, John, House sind im  National Register of Historic Places eingetragen.

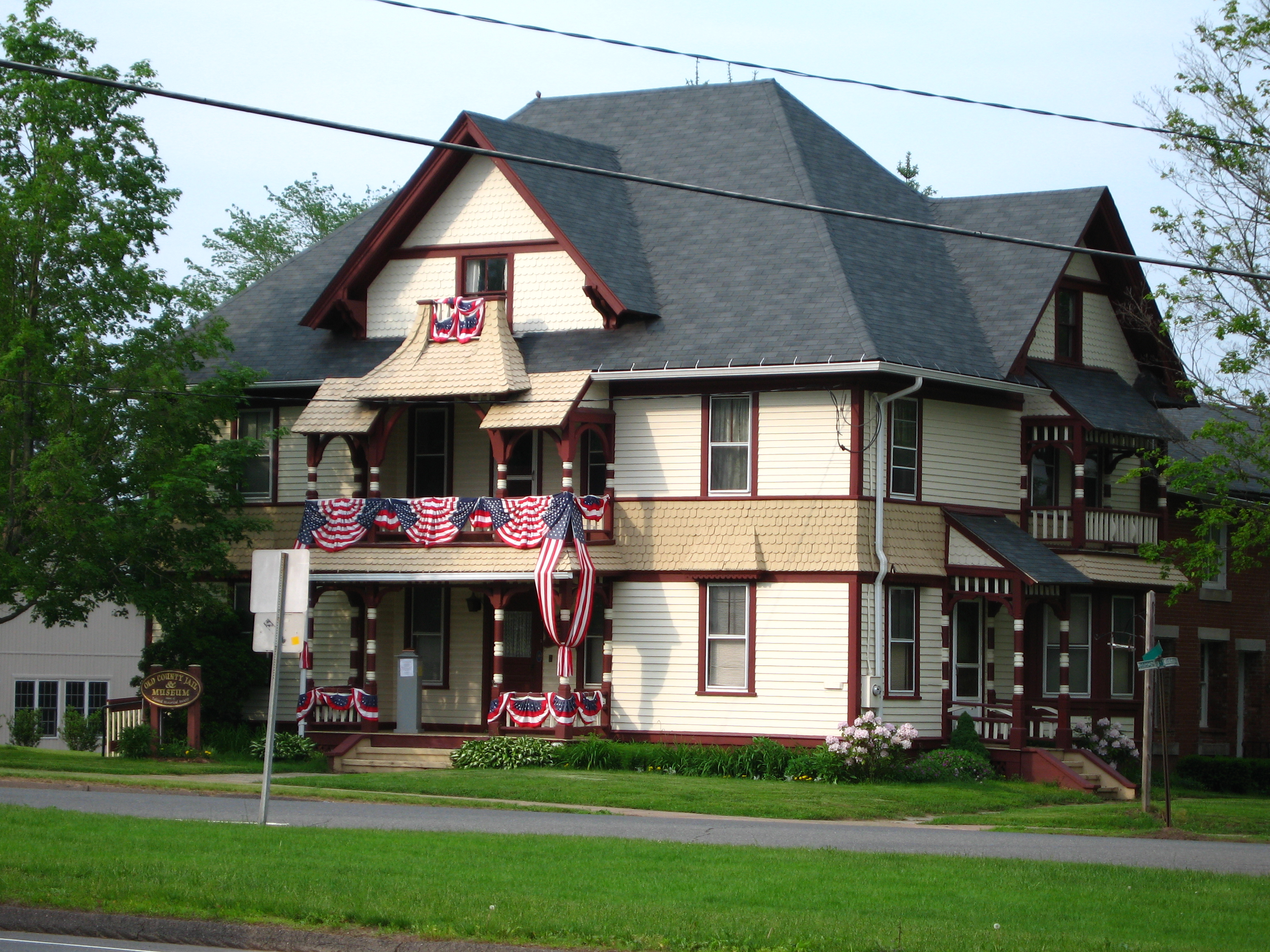
Old County Jail Museum
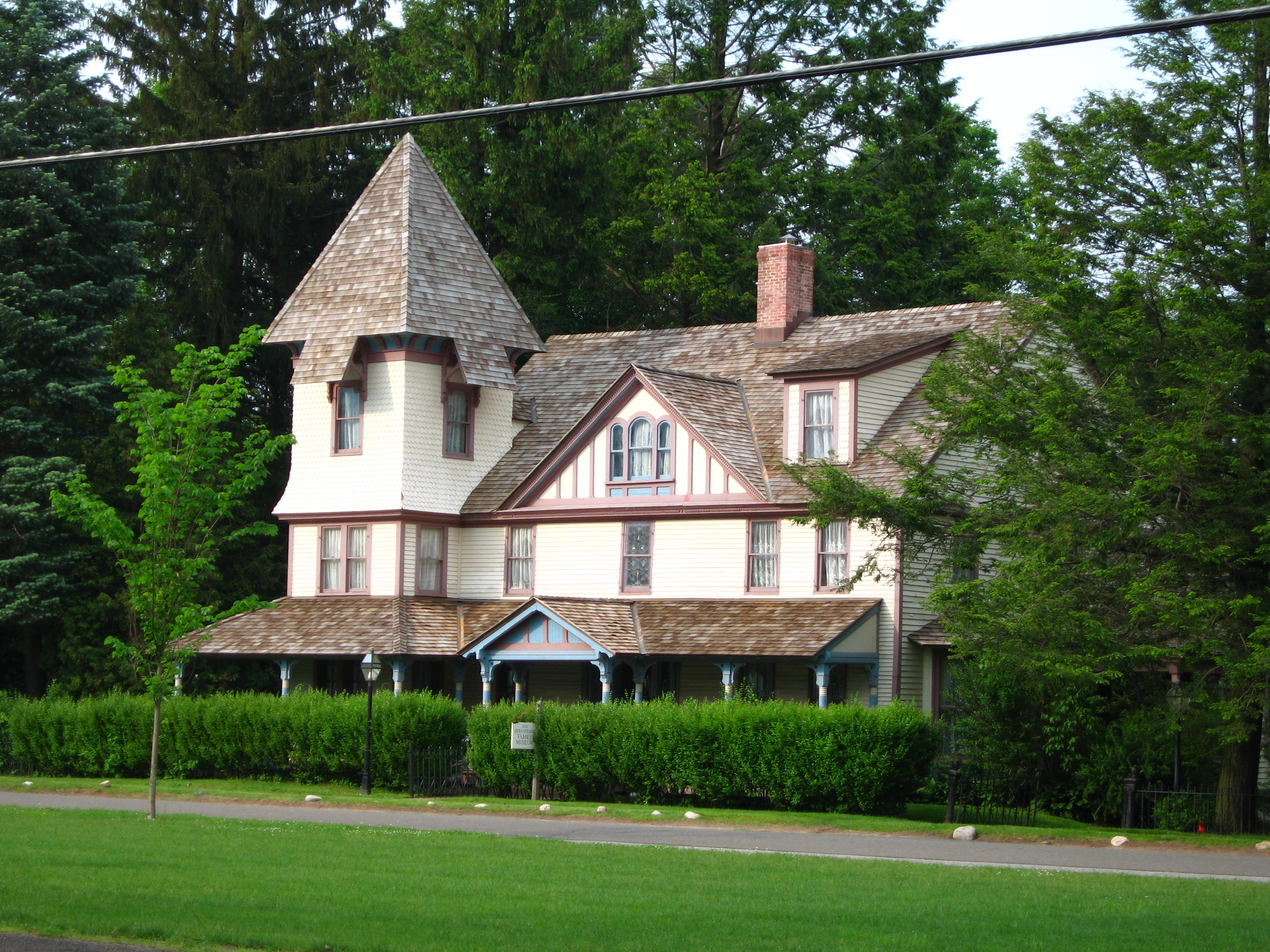
Hicks-Stearns Family Museum
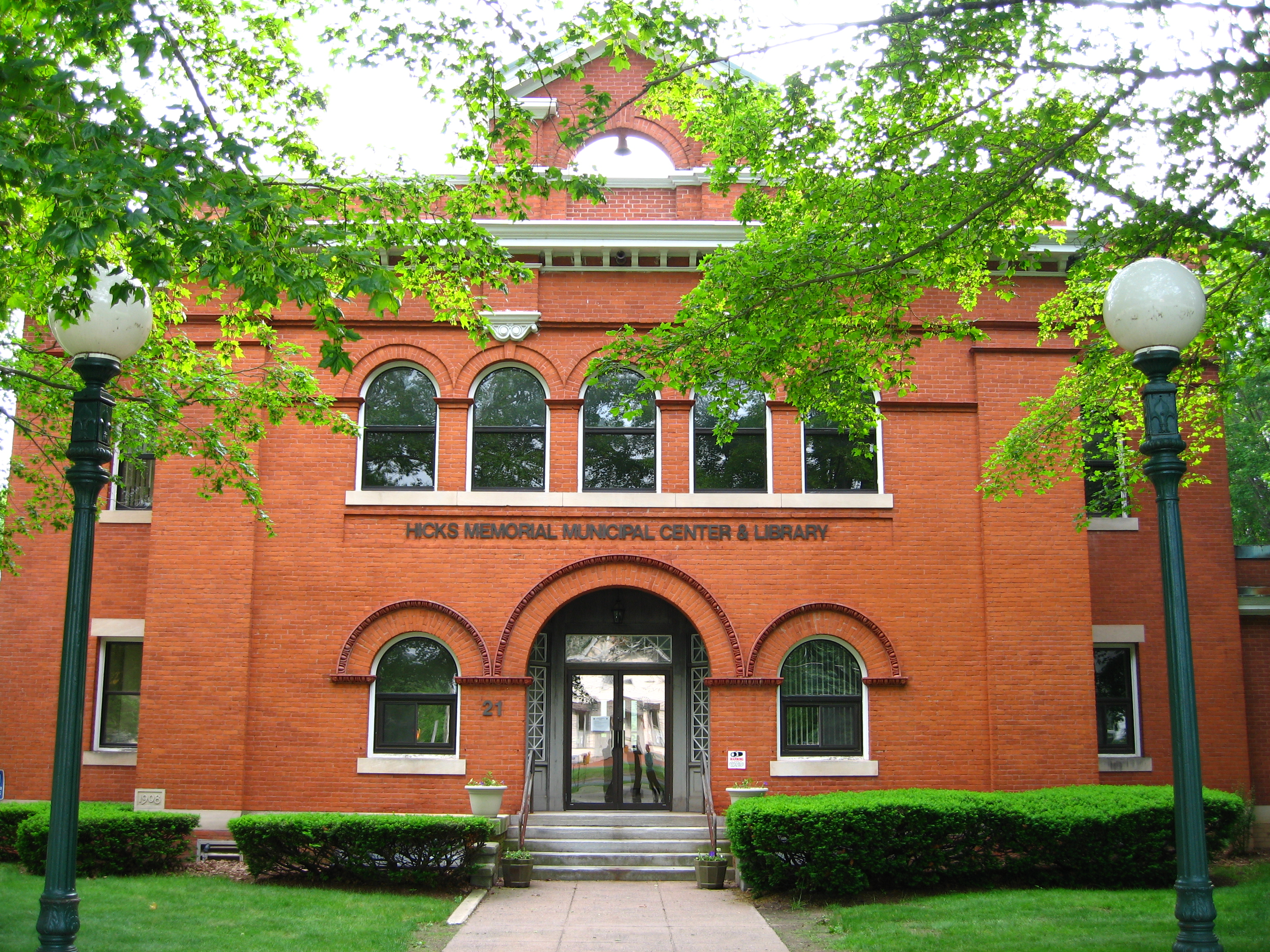
Hicks Memorial Municipal Center and Library
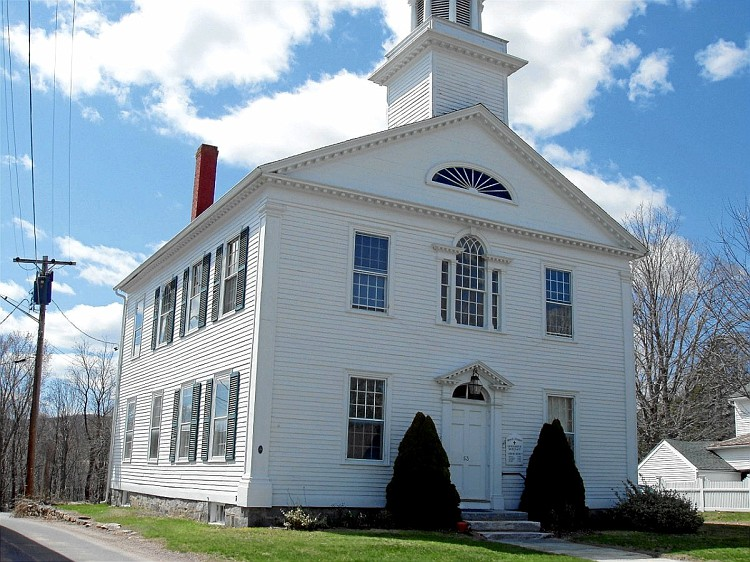
Ehemalige County Courthouse
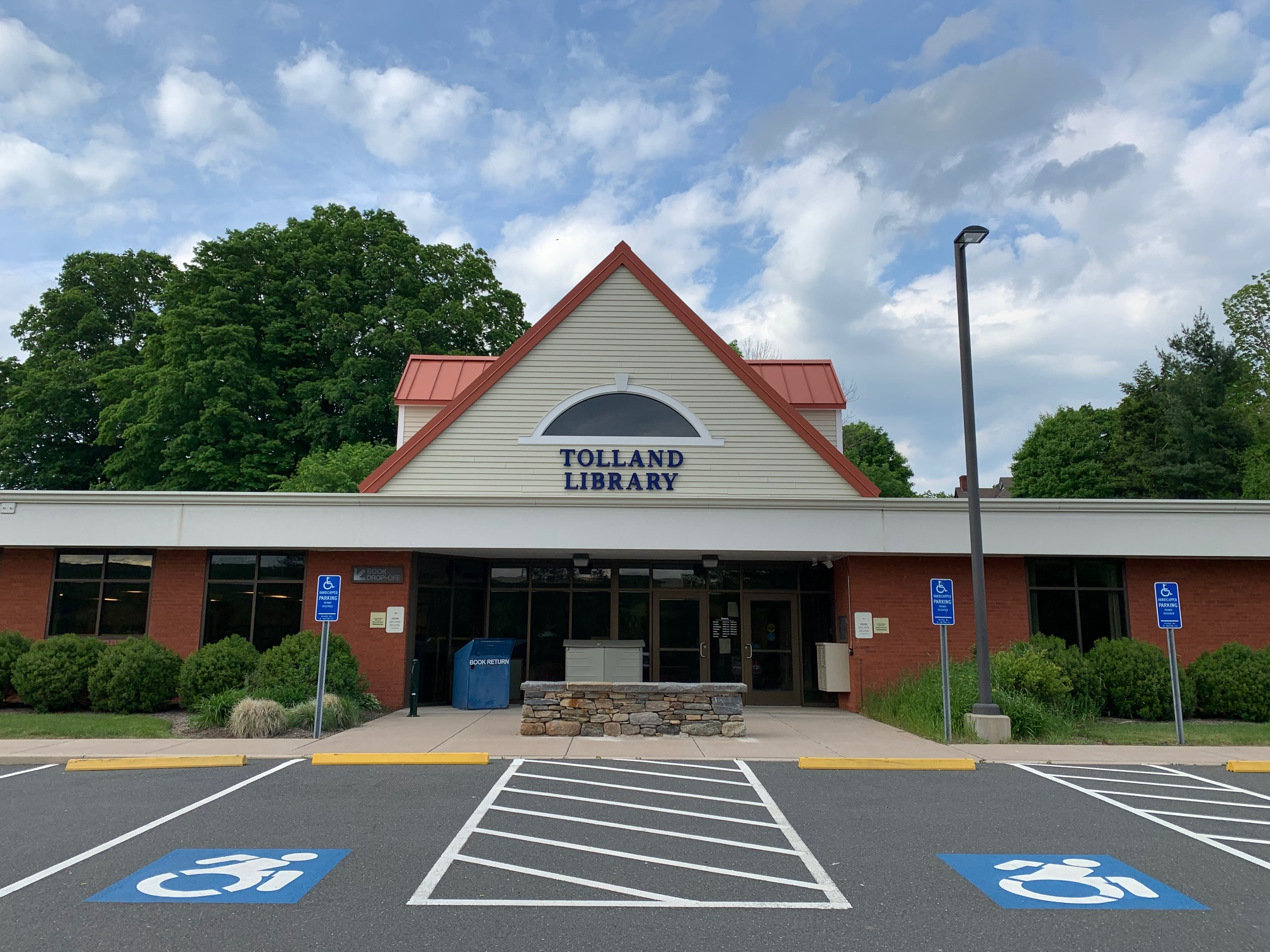
Bibliothek in Tolland
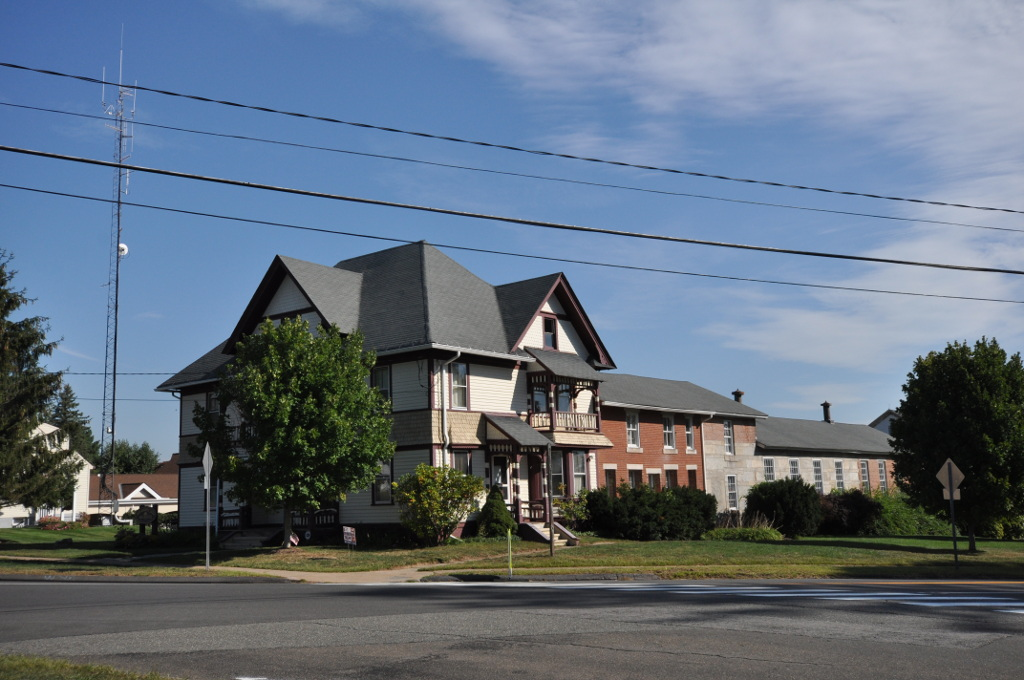
Tolland Green Historic District